# هایکوش باتیکیان
هایکوش گورگنی باتیکیان (ارمنی: Հայկուշ Գուրգենի Բատիկյան؛ انگلیسی: Haykush Batikyan؛ زادهٔ ۱ سپتامبر ۱۹۵۲) گیاه‌شناس، و قارچ‌شناس اهل ارمنستان است.

## زندگی‌نامه
وی در ۱ سپتامبر ۱۹۵۲ در ایروان به دنیا آمد و از دانشگاه دولتی ایروان (۱۹۷۴) فارغ‌التحصیل گشت. و در دانشگاه دولتی ایروان (۱۹۹۵–۱۹۸۱) فعالیت کرده است.

## یادداشت
1. ↑  կենսաբանական գիտությունների դոկտոր